# 海まで5分 (森高千里の曲)
「海まで5分」（うみまでごふん）は、1998年7月15日にzetima（現・アップフロントワークス）から発売された森高千里の36枚目のシングル。CDコードはEPDE-1004。TBS系列ドラマ東芝日曜劇場『海まで5分』主題歌。
アルバム・ヴァージョンが『Sava Sava』に収録されている。
前述のドラマで使用されてから10年以上を経た2010年8月頃より、森高自ら出演するパナソニックのビデオカメラCM曲として使用されている。

## 収録曲
1. 海まで5分　（作詞：森高千里／作曲：久保田利伸／編曲：前嶋康明）
2. Sleeping Night Blues　（作詞・作曲：森高千里）
3. 海まで5分（オリジナル・カラオケ）